# Phaeophyscia laciniata
Phaeophyscia laciniata är en lavart som beskrevs av Essl. Phaeophyscia laciniata ingår i släktet Phaeophyscia och familjen Physciaceae.   Inga underarter finns listade i Catalogue of Life.